# 立川談洲
立川 談洲（たてかわ だんす、1987年10月14日 - ）は、落語立川流に所属する落語家。元お笑い芸人で、落語家に転身した。本名∶大江 卓。

## 経歴
富山県射水市出身。父子家庭で育つ。富山県立大門高校中退後、大検を取得して玉川大学に進学することになり上京。同校を一年で中退。東京NSCに15期生として入学。同期にはニューヨーク 、横澤夏子、おかずクラブ、鬼越トマホーク、マテンロウ、デニス、西村ヒロチョ、いぬなど。大江 すぐる（本名と読み同じ）の芸名で、よしもとクリエイティブ・エージェンシー所属のピン芸人として活動。2013年4月に「エレファンツ」に加入するが、2015年5月に解散。
FUNK編ヒップホップダンス基本技能指導士の資格を持つ。あくまで芸人として活動する上で持っている特技の一つであり、ダンサーを生業とした経験はない。
落語家を志し、よしもとを退所。2017年1月、立川談笑に入門。前座名は、ダンスが特技であることに因む「談洲」。2019年12月、二ツ目昇進。2020年10月14日、よしもと時代の先輩である山﨑ケイ（相席スタート）と結婚。2023年6月6日、第1子誕生が発表された。

## 人物
古典落語・新作落語ともに行う。持ちネタの古典落語は、従来の話に独自の手を加えた物が多い。「聴いている人が、落語の内容・人物・習慣などを知っている前提で喋らない」という事を大切にしている。

## 出演

### テレビ
- 新婚さんいらっしゃい（2021年4月11日、ABCテレビ）[3]
- クイズ！あなたは小学5年生より賢いの？（2021年５月14日、日本テレビ）
- 痛快！明石家電視台（2021年８月９日、毎日放送）
- スッキリ「スッキリLIFE人気の街シリーズ」（日本テレビ）
- Zabu-1グランプリ2022（2022年1月29日、BSフジ）
- ホンマでっか!?TV（2022年４月６日、フジテレビ）
- 笑点特大号「超若手大喜利」（2023年10月24日、BS日テレ）
- 何かオモシロいコトないの?（2025年2月17日、フジテレビ）